# Bò pía
Pò pía (còn gọi là pía, tiếng Phúc Kiến: 薄餅 pȯh-piáⁿ) là món cuốn theo phong cách ẩm thực Triều Châu (Quảng Đông) và Phúc Kiến, Trung Quốc, hiện phổ biến ở Đài Loan, Singapore và Malaysia. Tại Phúc Kiến, món này thường dùng ở Hạ Môn, còn ở Quảng Đông, món ăn phổ biến tại vùng Triều Sán ở phía đông của tỉnh trong lễ thanh minh.
Tại Việt Nam, món này do các di dân Triều Châu du nhập vào.

## Từ nguyên
Trong tiếng Tiều, bò pía đọc là /poʔ˩piã˥˧/ (薄餅), bính âm báobǐng, Hán-Việt là bạc bỉnh, nghĩa là "bánh mỏng". Loại bánh này có phổ biến ở Malaysia và Singapore.
Ở Philippines và Indonesia, món này được gọi là "lumpia" /lun˩piã˥˧/ (潤餅), bính âm rùnbǐng, Hán-Việt là nhuận bánh có gốc từ tiếng Hán hệ Mân.

## Nguyên liệu
Tại Việt Nam, bò pía mặn được làm bằng các nguyên liệu gồm lạp xưởng, trứng gà tráng, cà rốt, rau xà lách, củ đậu (miền Nam gọi là củ sắn), hay su hào, tôm khô, rau thơm... tất cả thái nhỏ và cuộn trong bánh tráng làm từ bột mì. Gia vị dùng kèm là tương ớt trộn với lạc rang giã nhỏ phi bằng dầu ăn với hành khô. 
Đối với loại bò bía ngọt, nguyên liệu gồm một thanh kẹo mạch nha hay thanh đường cuốn cùng dừa nạo (cơm dừa).